# Perzej z Meduzino glavo
Perzej z Meduzino glavo je bronasta skulptura, ki jo je izdelal Benvenuto Cellini v obdobju 1545–1554. Skulptura stoji na kvadratni podlagi, ki ima bronaste reliefne plošče, ki prikazujejo zgodbo o Perzeju in Andromedi, podobno kot predela na oltarju.  Stoji v Loggia dei Lanzi na trgu Piazza della Signoria v Firencah v Italiji. Drugi florentinski vojvoda, vojvoda Cosimo I. Medičejski, je naročil delo s posebnimi političnimi povezavami z drugimi kiparskimi deli na trgu. Ko je bilo 27. aprila 1554 delo razkrito javnosti, so bili na trgu že postavljeni Michelangelov David, Bandinellijeva Herkul in Kako ter Donatellova Judita in Holofern.
Predmet dela je mitološka zgodba o Perzeju, ki je obglavil Meduzo, ostudno Gorgono z ženskim obrazom, katere lasje so bili spremenjeni v kače; kdor koli jo je pogledal, se je spremenil v kamen. Perzej stoji gol, razen pasu in krilatih sandalov, zmagoslaven na vrhu telesa Meduze z njeno glavo, okronano z zvijajočimi se kačami, v njegovi dvignjeni roki. Iz Meduzinega prerezanega vratu bruha kri. Bronasto skulpturo, v kateri Meduzina glava spreminja ljudi v kamen, ustrezno obdajajo trije ogromni marmorni kipi moških: Herkula, Davida in kasneje Neptuna. Cellinijeva uporaba brona v Perzeju in glavi Meduze ter motivi, s katerimi se je odzval na prejšnjo skulpturo na trgu, so bili zelo inovativni. Če pogledamo skulpturo z zadnje strani, lahko vidimo avtoportret kiparja Cellinija na hrbtni strani Perzejeve čelade.
Skulptura naj bi bila prvi kip po klasični dobi, kjer je osnova vključevala figurativno skulpturo, ki je bila sestavni del dela.

## Ozadje
Cellini je bil prvi, ki je integriral narativni relief v skulpturo trga. Ker je bil Perzej nameščen v Loggii, je prevladoval nad dimenzijami poznejših podstavkov drugih kiparskih del v Loggii, kot je Giambolognaovo Ugrabitev Sabink.  Perzej je dodal zasedbo olimpskih bogov, ki ščitijo Medičejce. Weil-Garris se osredotoča tudi na podstavek pod skulpturo v krogu. Vendar sedanji podstavek morda ni bil Cellinijev prvotni namen, saj so na reliefu še delali in so ga nameščali, ko je bila bronasta skulptura zgoraj že razkrita. Medičejci so še vedno prevladovali pri temi podstavka, saj je Perzej na podstavku alegorija za vojvodo Francesca Medici.
Politika Medičejcev in Firenc prevladuje na trgu Piazza della Signoria, posebej pa se nanaša na prve tri florentinske vojvode. Vojvoda Alessandro I. je bil prvi florentinski vojvoda, v njegovem času pa sta bila razkrita Herkul in Kako, ki sta leta 1534 naletela na strašen sprejem v javnosti. Naslednji kip, ki so ga razkrili, je bil Cellinijev Perzej in Cosimo I. je bil zelo previden glede odziva javnosti na ta del. Na srečo je javnost skulpturo dobro sprejela, saj je Cosimo sprejem opazoval skozi okno v Palazzo Vecchio. Tretji vojvoda je neposredno povezan z reliefno ploščo skulpture na dnu, saj Perzeja lahko vidimo kot simbol vojvode Francesca, Andromedo pa kot njegovo habsburško nevesto Giovanno. Podobno Andromeda deluje kot alegorija za Firence, medtem ko je Perzej kolektivni Medičejec, ki se spušča, da bi rešil mesto. Cellini se je odločil predstaviti žalostno stran zgodbe o Andromedi; vendar se je osredotočil na Medičejce, tako kot Perzej, ki je rešil nenasmejano Andromedo. Vsako skulpturo na trgu je mogoče videti kot politično ali umetniško povezano med seboj in z Medičejci.

## Delo
V času nastanka skulpture bron skoraj pol stoletja ni bil uporabljen za monumentalno umetnino. Cellini se je zavestno odločil delati v tem mediju, ker je z vlivanjem staljene kovine v svoj odlitek skulpturo oživljal z življenjsko krvjo. Najtežji del bi bilo dokončati celotno skupino naenkrat. Donatellova Judita in Holofern je bila že postavljena v Loggia dei Lanzi v skrajnem zahodnem loku. Judita je bila ulita v bron, vendar v več delih, združenih skupaj. Cellini je tekmoval z monumentalnimi deli marmorne skulpture, kot je Michelangelov David, in je želel dati izjavo zase in svojega mecena Cosima I.
Michael Cole posebej opozarja na postopek ulivanja Perzeja. Citira Cellinijevo življenje, in ugotavlja, kako so Cellinijevi pomočniki pustili, da se je kovina strdila, in če Cellini ne bi bil prisoten, bi bilo delo uničeno. Cole nato trdi, da Cellini presega oživljanje dela, ampak obuja mrtve, s čimer misli, da je bila Cellinijeva odrešitev pretaljenje brona. Cellini prikliče tudi Kristusa in s tem skulpturi vdahne življenje. Ulivanje Perzeja je bilo več kot izpolnjevanje povpraševanja Cosima I.; Cellini se je dokazoval Firencam v na novo prenovljenem mediju.
Perzej je bil eno od Cellinijevih kronskih del, dokončano z dvema različnima zamislima. Želel se je odzvati na že postavljeno skulpturo na trgu, kar je tudi storil s temo Meduze, ki človeka okameni. Drugič, Medičejce je predstavljal Perzej, tako v okrogli skulpturi kot v spodnjem reliefu. Še več, v tem pogledu je Cellini podal izjavo tudi pri dejanski oddaji Perzeja. Cellini je svojemu novemu kipu vdahnil življenje z uporabo brona in z motivom Perzeja uveljavil Medičejski nadzor nad florentinskim ljudstvom.
Izvrstna, čeprav manjša, bronasta kopija Perzeja je razstavljena pred muzejem Ringling v Sarasoti na Floridi v ZDA.